# 辛普森冰原島峰
辛普森冰原島峰（英語：Simpson Nunatak）是南極洲的冰原島峰，位於葛拉漢地的特里尼蒂半島，處於艾肯黑德冰川南側，海拔高度1,165米，以英國探險隊的成員命名。
63°58′S 58°54′W / 63.967°S 58.900°W